# Jacaré dos Homens
Jacaré dos Homens é um município brasileiro do estado de Alagoas. É conhecida regionalmente pela festa junina de São Pedro. Tem como padroeiro Santo Antônio de Pádua. A cidade possui uma área de 142.344 km².

## História
O seu povoamento iniciou-se por volta de 1900, quando a fazenda São Francisco, de Domingos de Freitas Mourão, começou a receber impulso, conhecendo uma etapa de grande progresso. Muitas casas foram construídas formando ali um aglomerado humano de grandes proporções que, em pouco tempo, apresentava as características de uma pequena vila.
Nessa época foi encontrado um jacaré no riacho que passava próximo ao lugarejo. Por ser um animal raro na região, o local ficou sendo conhecido como "Jacaré" e assim permaneceu durante muito tempo. Foi-lhe acrescentado mais tarde "dos Homens", em virtude de uns comerciantes de Penedo, conhecidos como Peixotos, que negociavam na região afirmarem constantemente que Jacaré era terra de comerciantes honestos, sinceros e leais.
Em 17 de setembro de 1949 Jacaré dos Homens foi elevada à condição de vila, por força da Lei nº 1.473. Alcançou a sua autonomia administrativa através da Lei nº 2.073, de 9 de novembro de 1957, sendo o município instalado oficialmente a 1 de janeiro de 1959, desmembrado do território de Pão de Açúcar.